# Esperanza
Esperanza – miasto w Urugwaju, w departamencie Paysandú.